# Портной из Бруклина
«Портной из Бруклина» — российский фильм 2022 года режиссёра Евгения Серова.

## Сюжет
1973 год. Бруклин, Нью-Йорк, США. Еврей выходец из России Авдон Московиц тихо работает портным. Он пережил Холокост, но потерял жену и двух младших детей, сам после освобождения из концлагеря в 1945 году эмигрировал в США. Все, что у него осталось — это старший сын, которого он еще до войны отправил к дяде в Нью-Йорк. Он живет, глубоко запрятав любые чувства, не замечая и не проявляя интереса к жизни за пределами его мастерской.
В один из дней на пороге мастерской появляется неизвестный мужчина в черном плаще по имени мистер Дарк представляющийся агентом страховой компании. Московиц недавно застраховал свою жизнь в пользу сына, и нужно кое-что уточнить — ответить на несколько обычных процедурных вопросов.
Но стандартное интервью превращается практически в допрос, и главный герой оказывается перед жестким выбором: он либо отвечает на вопросы, либо страховку аннулируют. В какой-то момент портной понимает, что перед ним находится далеко не рядовой сотрудник страховой компании.

## В ролях
- Юрий Ваксман — Авдон Московиц, портной
- Сергей Пускепалис — Майкл Дарк
- Алёна Яковлева — Хэлен, старшая сестра
- Ирина Сидорова — Элизабет, младшая сестра
- Илья Коврижных — Авдон в молодости
- Иллона Огир — Голда, жена Авдона
- Эмилия Хачатурян — Шандель, дочка Голды и Авдона
- Иван Огир — Мендель, сын Голды и Авдона
- Сергей Генкин — хозяин ресторана
- Константин Снегов — репортёр

## Показ
Предпремьерный закрытый показ прошёл в Ярославле в сентябре 2022 года, затем фильм демонстрировался на фестивалях, кинопремьера состоялась 8 февраля 2024 года.

## Фестивали
Фильм был отмечен более чем 20 призами на различных кинофестивалях, в том числе:
- 2023 — XXIХ минский кинофестиваль «Лiстапад» — Гран-при за лучший фильм «Золото Лістапада»[4][5]
- 2023 — XVII кинофестиваль «Русское зарубежье» — Главный приз в номинации «Игровое кино»[6]
- 2023 — XVI кинофестиваль «Золотой Феникс» — Приз Зрительских симпатий[7]
- 2023 — VIII Московский еврейский кинофестиваль — участие в основном конкурсе, призами не отмечен[8]
- 2024 — XVIII кинофестиваль «Киновече» — Приз зрительских симпатий

## Рецензии
- Татьяна Еременко. Анкетирование, допрос или исповедь — каждый выбирает по себе. vm.ru. Дата обращения: 26 июля 2025. // Вечерняя Москва, 8 февраля 2024
- Елизавета Матвеева. По мотивам Данте. Российский режиссер снял фильм о Холокосте. trud.ru. Дата обращения: 26 июля 2025. // Труд, 2 ноября 2024